# 南砺市立福光東部小学校
南砺市立福光東部小学校（なんとしりつ ふくみつとうぶしょうがっこう）は富山県南砺市にある公立小学校。

## 沿革
- 1980年10月6日 - 起工式[2]。
- 1982年4月1日 - 福光町立北山田小学校、福光町立吉江小学校、福光町立山田小学校が統合して福光東部小学校開校[3]。
- 2004年11月：市町村合併に伴い、南砺市立福光東部小学校と改称。

## 通学区域
高宮、小林、神宮寺、荒木、田中、一日市、吉江中、下野、遊部、山田、赤坂、出村、縄蔵、天池、吉江野、竹林、大塚、梅野、宗守、鍛治、徳成、利波河、東殿、高畠、神成、久戸、在房、梅原、荒見崎

## 進学先
- 南砺市立吉江中学校